# Tortricinae
Tortricinae — підродини лускокрилих комах родини Листовійки (Tortricidae). Личинки цих комах будують гнізда, закручуючи листя у трубочку. Серед представників підродини багато шкідників культурних рослин, деякі використовуються у боротьбі з інвазивними бур'янами.

## Класифікація
Підродина поділяються на триби:
- Archipini
- Atteriini
- Ceracini
- Cnephasiini
- Cochylini
- Epitymbiini
- Euliini
- Phricanthini
- Schoenotenini
- Sparganothini
- Tortricini

Роди, що не увійшли до жодної триби:
Alytopistis
Apateta
Apinoglossa
Arotrophora
Hydaranthes
Ioditis
Mictopsichia
Orthocomotis
Paracomotis
Paraphyas
Parastranga
Peraglyphis
Syllomatia
Symphygas
Tanychaeta
Paracroesia